# Llano Grande, Siltepec
Llano Grande är en ort i Mexiko.   Den ligger i kommunen Siltepec och delstaten Chiapas, i den sydöstra delen av landet, 800 km sydost om huvudstaden Mexico City. Llano Grande ligger 1 600 meter över havet och antalet invånare är 455.
Terrängen runt Llano Grande är bergig åt sydost, men åt nordväst är den kuperad. Terrängen runt Llano Grande sluttar norrut. Runt Llano Grande är det ganska tätbefolkat, med 83 invånare per kvadratkilometer. Närmaste större samhälle är El Porvenir de Velasco Suárez, 15,7 km öster om Llano Grande. I omgivningarna runt Llano Grande växer i huvudsak städsegrön lövskog.